# Gesta Treverorum

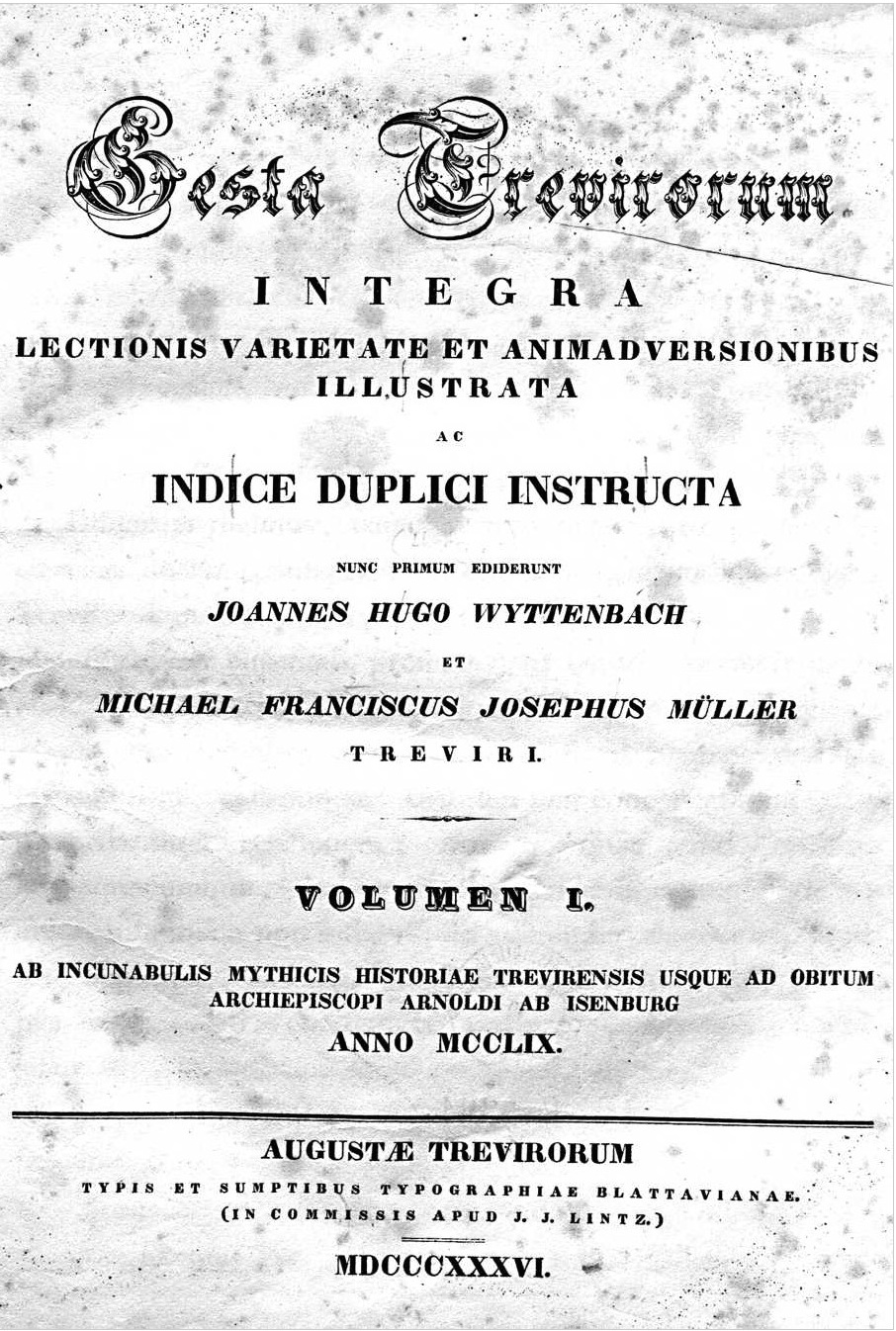
Pagina di copertina del I volume delle Gesta Treverorum nell'edizione di Wyttenbach del 1836

Le Gesta Treverorum (in lingua latina letteralmente Le gesta dei Treveri) sono un'ampia raccolta storica dei fatti relativi a Treviri e alla Chiesa locale e agli abitanti della zona, a partire dagli ultimi anni dell'XI secolo; essa include eventi storici, miti, leggende, scritti pontifici e annotazioni. Fu curata dai monaci dell'Abbazia di San Mattia di Treviri fin dal 1105 e proseguì fino alla fine dell'Elettorato di Treviri. Le Gesta Treverorum furono edite – in parte e per capitoli – da numerosi curatori famosi, tra i quali: Luc d'Achery (1675), Gottfried Wilhelm Leibniz (1698), Johann Georg von Eckhart (1723), Edmond Martène e Ursin Durand (1729), Augustin Calmet (1745) o Johann Nikolaus von Hontheim (1757). Johann Hugo Wyttenbach ne pubblicò negli anni 1836–39 una prima edizione critica in tre volumi.
Copie risalenti al medioevo e all'inizio dell'età moderna sono conservate in numerose biblioteche europee.

## Edizioni
- [da sant'Eucario fino al 1122] Luc d'Achery (Lucas Acherius) (Hrsg.): Historia Trevirensis. In: Specilegium, Bd. XII Veterum aliquot scriptorum qui in Galliae bibliothecis, maxime Benedictinorum latuerant, specilegium. Carolus Savreux, Paris 1675, S. 196–251 (Google-Books)
  - Bd. II. 2. Aufl., hrsg. von Louis-François-Joseph de La Barre. Montalant, Paris 1723, S. 207−223 (Google-Books) (Nachdruck Gregg, Farnborough 1968)
- [da Trebata fino al 1132] Gottfried Wilhelm Leibniz (Hrsg.): Gesta Treverorum ab urbe condita usque ad ann. Ch. MCXXXII. Cap. I–LXXVII. In: Accessiones historicae, Bd. I. Nikolaus Förster, Hannover 1698, 4. Abschnitt, S. 1–124 (Digitalisat der Bayerischen Staatsbibliothek München)
  - (S. 24-124 ristampata in:) Augustin Calmet (Hrsg.): Gesta Trevirorum, seu Historia Trevirensis. Caput XX–LXXVII. In: Histoire de Lorraine, Bd. I, Anhang Preuves servant à l'histoire de Lorraine, Bd. I. A. Leseure, Nancy 1745, Sp. v–lxj (Google-Books)
- [dal 1132 al 1259] Johann Georg von Eckhart (Hrsg.): Golscheri et Anonymi cuiusdam Gesta Archiepiscoporum Trevirensium ab anno 1132 usque ad annum 1259. continuata. In: Corpus historicum medii aevi, Bd. II. Johann Friedrich Gleditsch, Leipzig 1723, Sp. 2197–2238  (Google-Books)
- [dall'880 (882) al 1455] Edmond Martène, Ursin Durand (Hrsg.): Gesta Trevirensium archiepiscoporum ab anno Christi DCCCLXXX. ad annum MCCCCLV. Ex MS. codice insignis monasterii sancti Maximini und Appendix. In: Veterum Scriptorum Et Monumentorum Historicorum, Dogmaticorum, Moralium, Amplissima Collectio, Bd. IV Complectens Plures Scriptores Historicos De Rebus Præsertim Germanicis. Montalant, Paris 1729, Sp. 141–452 und 453–520 (Google-Books)
- [dall'882 al 1734] Johann Nikolaus von Hontheim (Hrsg.): Gesta Trevirorum ab anno DCCCLXXXII. ad annum MDCCXXXIV. Caput XLIII–CCXXVI mit Appendix I–II. In: Prodromus Historiæ Trevirensis diplomaticæ & pragmaticæ, Bd. II. Ignaz Adam Veith und Franz Anton Veith, Augsburg 1757, S. 731–948 und S. 949–965 (Google-Books)
- Johann Hugo Wyttenbach, Michael Franz Joseph Müller[1] (Hrsg.): Gesta Trevirorum integra lectionis varietate et animadversionibus illustrata ac indice duplici instructa, nunc primum ed. (Patrologia Latina 154), Bd. I. Lintz, Trier 1836, Sp. 1064–1338 (Digitalizzate:
  - Dalla BNF di Parigi
  - Dal Centro delle Biblioteche del Land Renania-Palatinato. (Digitalisat der Universitätsbibliothek Trier)
  - Da archive.org)
- [da Trebeta fino al 1132] Georg Waitz (Hrsg.): Gesta Treverorum. In: Monumenta Germaniae Historica. Scriptores 8 (1848), S. 111–200 (Digitalizzato in: Monumenta Germaniae Historica)
- [dal 1132 fino al 1259] Georg Waitz (Hrsg.): Gesta Treverorum continuata. In: Monumenta Germaniae Historica. Scriptores 24 (1879), S. 368–488 (Digitalisat bei Monumenta Germaniae Historica)
- Emil Zenz (Hrsg.): Die Taten der Trierer - Gesta Trevirorum. 8 Bände, Paulinus-Verlag Trier 1955 ff.